# Euphrasia grandiflora
Euphrasia grandiflora — вид трав'янистих рослин з родини вовчкові (Orobanchaceae), ендемік Азорських островів.

## Опис
Трав'яна рослина багаторічна, але має коротке життя, стебла прямостійні або висхідні, дуже розгалужені при основі; може досягати 40 см заввишки. Безлисті гілки часті, що вказує на багаторічний характер рослини. Листки розміщені напроти, з короткими черешками, від кулястих до зворотнояйцеподібних, довжиною 10–20 мм, із зубчастим краєм, з короткими й тупими зубчиками. Листки від голих до злегка волохатих зверху; грубі й волохаті, особливо на ребрах, на нижній поверхні. Приквітки схожі на листки, але мають значно менші розміри, гладкий верх і значно менш волохату нижню поверхню; краї мають до 12 пар від тупих до підгострих зубчиків. Гілки, листки й приквітки чорніють, коли висихають. Квіти відносно великі, блискучі, з чашечкою довжиною 5–8.5 мм. Віночок білий, завдовжки 13–20 мм, з пурпурними жилами та жовтими плямами на нижній губці та дні колокольчика. Пелюстки злиті на основі, утворюючи асиметричний дзвіночок, нижня губа довша. Тичинок чотири, згруповані в дві пари різної довжини. Серцеподібна коробочка довжиною 6–8 мм при дозріванні відкривається в довжину, випускаючи численне насіння, від сірого до чорного забарвлення, довжиною 1.0–1.5 мм.

## Поширення
Ендемік Азорських островів (о-ви Піку, Фаял, Терсейра, Сан-Жорже).